# Scott McGinnis
Scott McGinnis (Glendale (Californië), 19 november 1958) is een Amerikaans acteur en regisseur. Hij speelde de rol van matroos Dixon in de televisieserie Operation Petticoat.

## Filmografie
- The Viking Queen (1967, niet op aftiteling)
- Survival of Dana (1979)
- The Meateater (1979)
- Wacko (1982)
- All Night Radio (1982)
- Joysticks (1983)
- Star Trek III: The Search for Spock (1984)
- Making the Grade (1984)
- Racing with the Moon (1984)
- Thunder Alley (1985)
- Secret Admirer (1985)
- Sky Bandits (1986)
- Odd Jobs (1986)
- 3:15 (1986)
- The Boost (1988)
- You Can't Hurry Love (1988)
- Storm and Sorrow (1990)
- Exile (1990)
- Shadowhunter (1993)
- Caroline at Midnight (1994)
- Last Gasp (1995)

## Televisieseries
- Operation Petticoat (1978-1979), 10 afleveringen
- Mr. Merlin (1981)
- House Calls (1981)
- Lou Grant (1981)
- The Facts of Life (1982)
- The Mississippi (1983)
- The Hitchhiker (1987)
- Murder, She Wrote (1991)
- 2000 Honey, I Shrunk the Kids: The TV Show (1997)
- Cousin Skeeter (1998)
- 2001 Angel (1999)
- The Jersey (1999)
- 100 Deeds for Eddie McDowd (2002)